# Billy Yakuba Ouattara
Pour les articles homonymes, voir Ouattara.
Billy Yakuba Ouattara, né le 24 janvier 1992 à Tepa (Ghana), est un joueur français de basket-ball. Il mesure 1,90 m et évolue au poste d'arrière.

## Biographie
Après avoir fait ses premières gammes à la Place de l'Europe, un playground lyonnais renommé, Ouattara arrive à l'Élan Chalon en 2009 en provenance de la CRO Lyon. Il remporte avec ses coéquipiers espoirs chalonnais un titre de Champion de France espoirs en 2013 et un Trophée du Futur en 2013. Il est désigné MVP du Championnat Espoirs et du Trophée du futur en 2013.
Il signe son premier contrat de joueur professionnel pour la saison de Pro A 2013-2014. Yakuba Ouattara part l'année suivante à Denain où il fait une belle saison. Repéré par ses performances et son potentiel, il rejoint le promu Monaco, en juillet 2015. De retour en Pro A, Yakuba Ouattara s'impose très rapidement dans le 5 de départ monégasque et devient l'un des atouts majeurs du club de la principauté (presque 13 points de moyenne en 26 minutes de jeu en saison régulière).
Il est sélectionné pour la première fois en équipe de France le 19 mai 2016 afin de participer au tournoi de qualification olympique ayant lieu du 5 au 11 juillet 2016.
Le 21 juillet 2017, il signe un "two-way contract" avec les Nets de Brooklyn. Ce nouveau contrat mis en place en 2017 a pour but de faciliter les allers-retours entre la NBA et la G-League. Cependant il est coupé par les Nets le 17 décembre 2017 en n'ayant joué qu'un seul match de G League. Le joueur s'est en effet blessé à la suite de ce match en voulant récupérer de ses courbatures.
Il termine toutefois la saison régulière de G-League avec les Nets de Long Island, avant de retrouver l'AS Monaco le 30 mars 2018 pour y terminer la saison.
Le 17 juillet 2020, il annonce son départ de Monaco sur son compte Instagram et rejoint officiellement le club espagnol du Real Betis pour deux saisons.
En juillet 2021, Ouattara revient à l'AS Monaco. Le 21 juillet 2022, il prolonge son contrat d'une saison à Monaco, soit jusqu'en 2023.
Le 7 août 2024, il signe avec le Paris Basketball.

## Palmarès

### En club
AS Monaco :
- Champion de France en 2023 et 2024
- Vainqueur de la Coupe de France en 2023

- Champion de France espoirs en 2013.
- Trophée du Futur en 2013.

 Paris Basketball :
- Champion de France en 2025
- Vainqueur de la Coupe de France 2025

### Distinctions personnelles
- MVP du Championnat Espoirs et du Trophée du futur en 2013.
- Vainqueur du concours de dunk lors du All-Star Game LNB 2014 et 2015.